# Blaise François Pagan
Blaise François Pagan (ur. 3 marca 1604 w Saint-Pierre-de-Vassols, zm. 18 listopada 1665 w Paryżu) – francuski architekt, specjalista w zakresie budownictwa obronnego, teoretyk fortyfikacji i inżynier polowy. Służył Ludwikowi XIII, a potem Ludwikiowi XIV. Brał udział w wielu oblężeniach, wsławiając się szczególnie pod Nancy w 1633 roku. W 1646 roku wydał Traité de fortification (Traktat o fortyfikacji), w którym wyłożył zasady budowy twierdzy o narysie bastionowym. Zajmował się też matematyką i astronomią.